# Hoplias microlepis
Hoplias microlepis is een straalvinnige vissensoort uit de familie van de forelzalmen (Erythrinidae). De wetenschappelijke naam van de soort is voor het eerst geldig gepubliceerd in 1864 door Günther.